# Miss Grand International
Miss Grand International è un titolo di bellezza femminile. È anche conosciuto come il concorso che lo conferisce e che viene celebrato ogni anno, con la fine di promuovere la pace e porre fine alle guerre, giudicando la bellezza integrale, l'eleganza, la personalità, il portamento, la posizione, la comunicazione e sicurezza dei candidati provenienti da diversi paesi (indipendenti o autonomi). Come nel caso di Miss Mondo e Miss Universo, si dice che la portatrice sia "la donna più bella del mondo". Ogni concorrente rappresenta solo il suo paese di origine e il vincitore del titolo lo porta per un periodo di circa un anno, aggiungendo ad esso l'anno in cui lo ha vinto.
Miss Grand International è, nonostante sia una nuova competizione, molto popolare e con un grande seguito in molti paesi asiatici, africani e in tutto il continente americano. D'altra parte, nella maggior parte dell'Europa, è conosciuto ma non molto spesso. Gli attuali proprietari del concorso sono il canale televisivo thailandese 7 e l'uomo d'affari e presentatore thailandese Nawat Itsaragrisil. Insieme formano la Miss Grand International Organization (Organizzazione Miss Grand International-MGIO, per il suo acronimo in inglese), il cui presidente è il fondatore Nawat Itsaragrisil; La compagnia organizza questo concorso e il suo concorso gemello, Miss Grand Thailandia. Questa stessa organizzazione mantiene, scambia e pianifica le attività e le esigenze dei due portatori dei titoli, essendo la sua immagine principale della Miss Grand International nelle sue funzioni.

## Storia

### Fondazione
Il concorso di bellezza Miss Grand International è stato creato all'inizio del decennio degli anni 2010, in particolare nel 2013, data in cui ha fatto la sua prima edizione.
Il concorso è stato fondato con lo scopo di essere una competizione che promuove la pace, la fine della guerra è un ideale di libertà e armonia all'interno della società, in tutto il mondo, indipendentemente dalla religione, dalla razza, dalla comunità, famiglia, la vita è semplicemente migliore quando sei in pace. Il suo ideale è la fine di tutte le forme di violenza e ostilità. Per il bene dei bambini e delle generazioni a seguire, nel dovere, nazionale e internazionale per liberare il mondo del conflitto e concentrare gli sforzi sul miglioramento della qualità della vita per tutta l'umanità.

### Gli anni 2013-2019
Durante gli anni dal 2013 al 2015, Miss Grand International si è tenuta a Bangkok, dove una stazione televisiva locale chiamata Channel 7 e alcuni media asiatici provenienti da paesi come l'Indonesia hanno coperto l'evento. Aveva anche l'importante sponsorizzazione di società e società tailandesi come G-Herb, Canol Hospital, Ramsita, Vanissa Clinic, Nusasiri, tra gli altri.
Per il 2016, il concorso si sposta per la prima volta al di fuori del territorio thailandese, e la città di Las Vegas negli Stati Uniti è il centro del concorso; per questo, il canale TV Vietface TV ha realizzato la rilevanza che il concorso ha avuto e assume i diritti della trasmissione per gli utenti di DirecTV negli Stati Uniti d'America insieme alla diffusione simultanea in Thailandia attraverso Channel 7; anche per la prima volta il concorso viene trasmesso in diretta tramite Facebook dal vivo del social network Facebook.
Nel 2017, il Vietnam ospita il concorso come sede e la prima edizione è trasmessa in alta definizione.
Nel 2018 è il Myanmar ad ospitare la finale mondiale e nel 2019 Caracas, capitale del Venezuela. In queste due edizioni l'organizzazione di Miss Grand International attua notevoli azioni umanitarie per aiutare il popolo birmano e venezuelano in grande difficoltà.
Durante il decennio del 2010, quattro donne latinoamericane (di cui una si è dimessa), una donna oceaniana e una donna asiatica hanno ottenuto il titolo.

### Gli anni 2020
Miss Grand International esplode proprio nel 2020 durante la pandemia diventando il primo e unico concorso mondiale ad eleggere la sua regina nel 2020 durante la finale mondiale svoltasi a Bangkok.
Nel 2021 viene proclamato dal Global Beauties come migliore concorso mondiale battendo in finale lo storico rivale Miss Universe.
Nel 2022 durante la finalissima mondiale svoltasi in Indonesia in modo itinerante tra Bali e Jakarta, supera i 10 milioni di followers sui social diventando il secondo concorso di bellezza mondiale più seguito al mondo e superando brand storici come Miss World, Miss Earth e Miss International.
Nel 2023 la finalissima mondiale si è svolta in Vietnman in modo itinerante, infatti il concorso è sbarcato in ben sei città ( Hanoi, Ha Long Bay, Da Nang, Hoian,  Hue , Ho Chi Minh dove si è svolta la finale mondiale ) . Durante la finale mondiale Mr.Nawat presidente di Miss Grand International ha ricevuto il premio come concorso di bellezza mondiale per l'anno 2022 da parte del Globa Beauties. Miss Grand International oltre a questo premio ha vinto in totale 11 Global Beauties Awards battendo ogni record. 
La vincitrice della finale mondiale 2023 è stata la peruviana Luciana Fusterg 

### Stop the war and Violence
La campagna “Stop The War and Violence”, lanciata nel 2013 dal concorso di bellezza internazionale Miss Grand International, si pone come obiettivo primario quello di diffondere la pace e la felicità nei Paesi falcidiati dalla guerra, tenendo fede al suo impegno umanitario. Questo, grazie a notevoli opere di beneficenza. Il nome della campagna è divenuto ormai il motto di Miss Grand International e differenzia il concorso da tutti gli altri brand internazionali.

## Vincitrici
| Anno | Miss                    | Nazione         | Città natale   | Età | Sede                   | Nº |
| ---- | ----------------------- | --------------- | -------------- | --- | ---------------------- | -- |
| 2013 | Janelee Chaparro        | Porto Rico      | Barceloneta    | 22  | Bangkok, Thailandia    | 71 |
| 2014 | Lees Garcia             | Cuba            | L'Avana        | 27  | Bangkok, Thailandia    | 85 |
| 2015 | Claire Elizabeth Parker | Australia       | Sydney         | 24  | Bangkok, Thailandia    | 77 |
| 2015 | Anea Garcia             | Rep. Dominicana | Providence     | 20  | Bangkok, Thailandia    | 77 |
| 2016 | Ariska Putri Pertiwi    | Indonesia       | Lhokseumawe    | 21  | Las Vegas, Stati Uniti | 74 |
| 2017 | María José Lora         | Perù            | Trujillo       | 27  | Phú Quốc, Vietnam      | 77 |
| 2018 | Clara Sosa              | Paraguay        | Asunción       | 25  | Yangon, Birmania       | 75 |
| 2019 | Valentina Figuera       | Venezuela       | Puerto La Cruz | 19  | Caracas, Venezuela     | 60 |
| 2020 | Abena Appiah            | Stati Uniti     | New York       | 27  | Bangkok, Thailandia    | 63 |
| 2021 | Nguyễn Thúc Thùy Tiên   | Vietnam         | Ho Chi Minh    | 23  | Bangkok, Thailandia    | 59 |
| 2022 | Isabella Menin          | Brasile         | Marília        | 26  | Giacarta, Indonesia    | 68 |
| 2023 | Luciana Fuster          | Perù            | Callao         | 24  | Ho Chi Minh, Vietnam   | 69 |
| 2024 | Rachel Gupta            | India           | Jalandhar      | 20  | Bangkok, Thailandia    | 68 |

     Claire Parker è subentrata dopo la detronizzazione del vincitore Anea García.

### Vittorie per paese
| Paese           | Titoli | Anni               |
| --------------- | ------ | ------------------ |
| Perù            | 2      | 2017, 2023         |
| India           | 1      | 2024               |
| Brasile         | 1      | 2022               |
| Vietnam         | 1      | 2021               |
| Stati Uniti     | 1      | 2020               |
| Venezuela       | 1      | 2019               |
| Paraguay        | 1      | 2018               |
| Indonesia       | 1      | 2016               |
| Rep. Dominicana | 1      | 2015 (riassegnato) |
| Australia       | 1      | 2015 (assunto)     |
| Cuba            | 1      | 2014               |
| Porto Rico      | 1      | 2013               |

### Galleria d'immagini

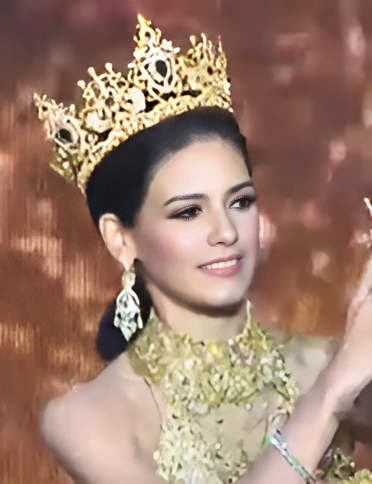
Miss Grand International 2013 Janelee Chaparro Porto Rico
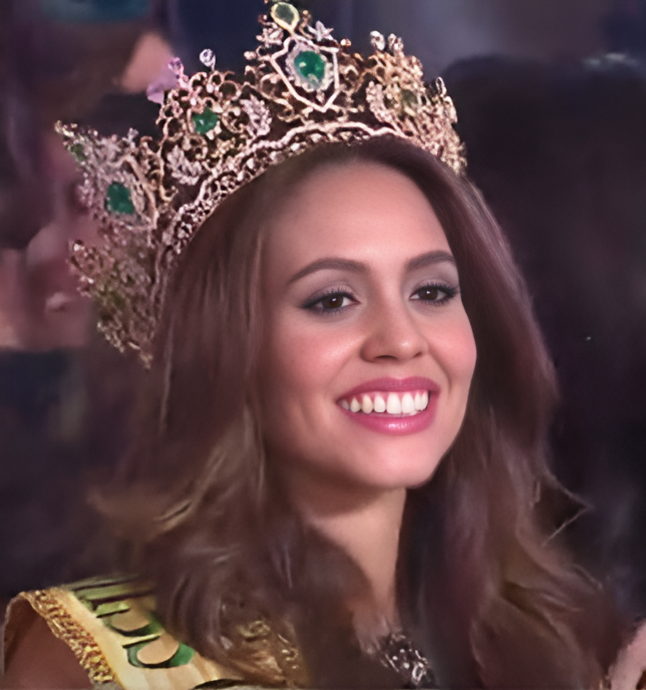
Miss Grand International 2014 Lees Garcia Cuba
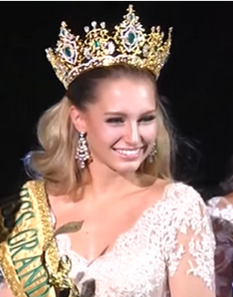
Miss Grand International 2015 Claire Elizabeth Parker Australia
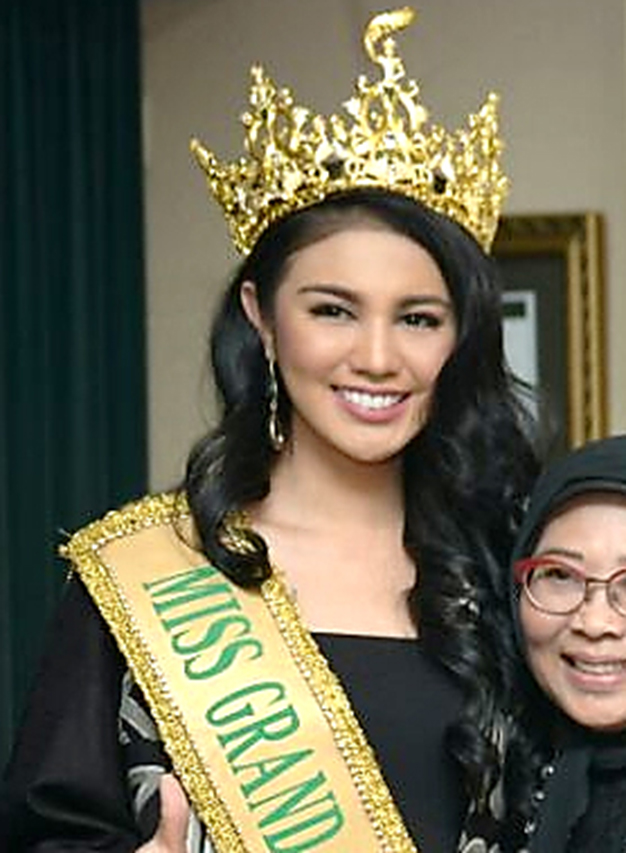
Miss Grand International 2016 Ariska Putri Pertiwi Indonesia
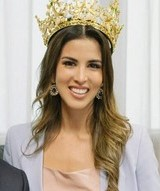
Miss Grand International 2017 María José Lora Perù
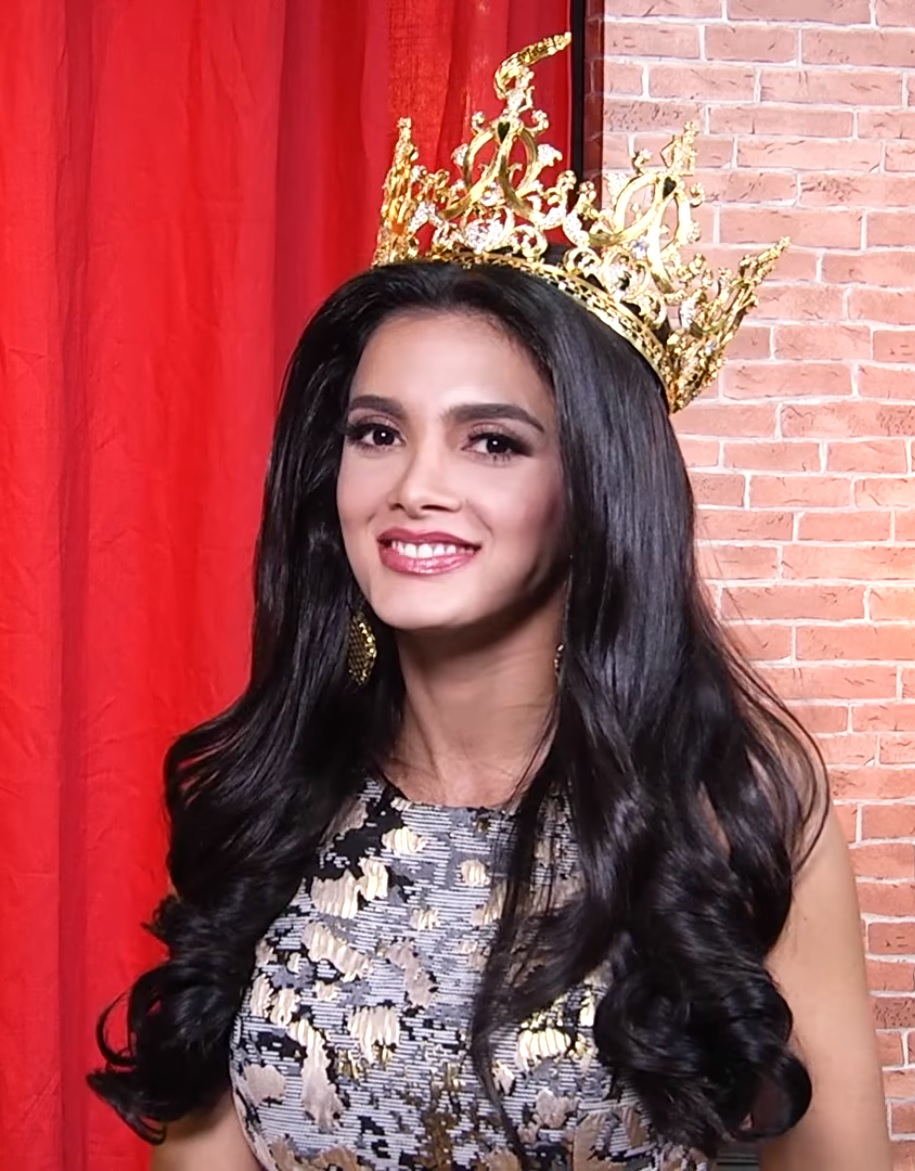
Miss Grand International 2018 Clara Sosa
 Paraguay
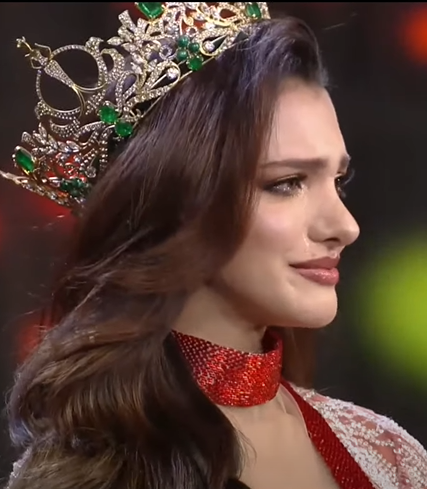
Miss Grand International 2019 Valentina Figuera Venezuela
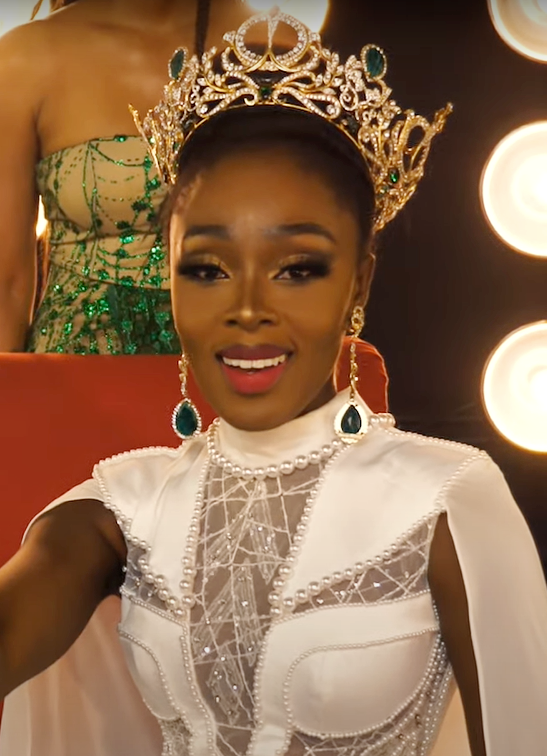
Miss Grand International 2020 Abena Appiah Stati Uniti
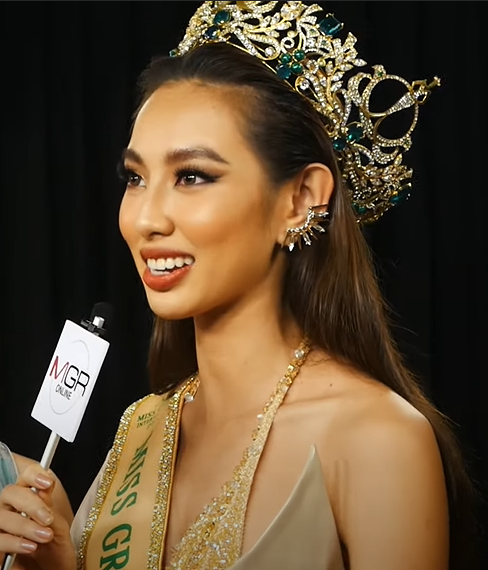
Miss Grand International 2021 Nguyễn Thúc Thùy Tiên Vietnam
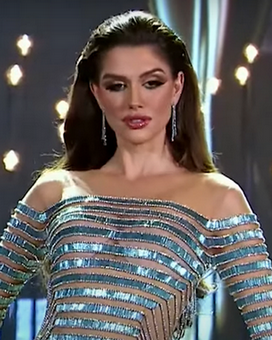
Miss Grand International 2022 Isabella Menin Brasile
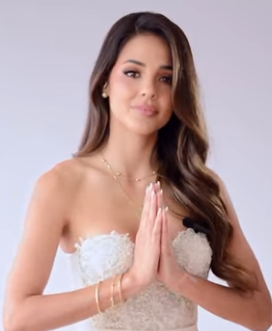
Miss Grand International 2023 Luciana Fuster Perù
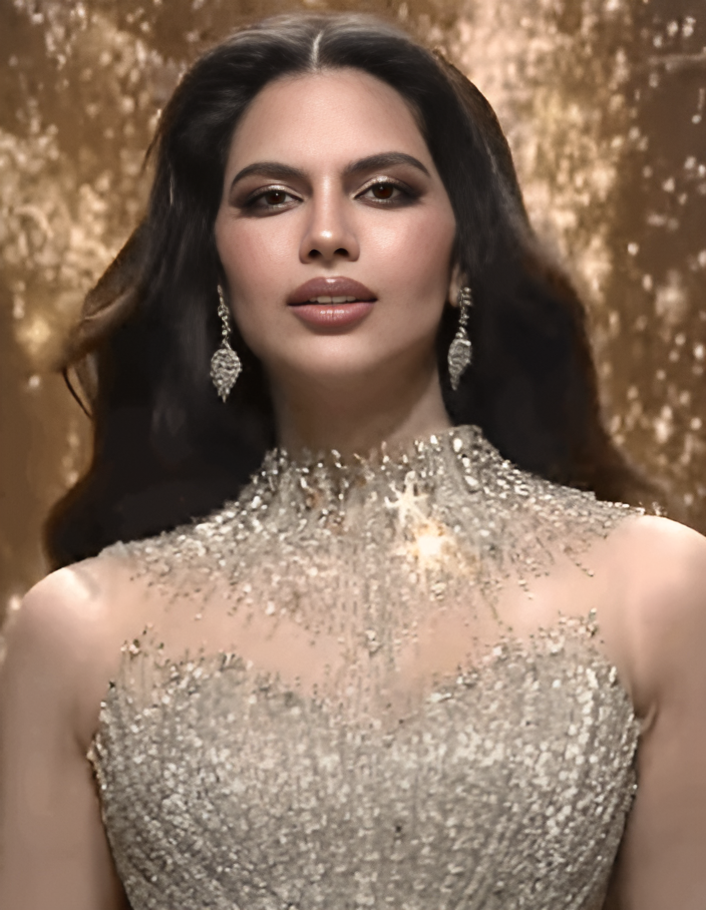
Miss Grand International 2024 Rachel Gupta India

## Rappresentante italiana
| Miss Grand Italy            | Anno | Età | Altezza | Città natale | Posizionamento              | Altri premi | Concorso                             |
| --------------------------- | ---- | --- | ------- | ------------ | --------------------------- | ----------- | ------------------------------------ |
| Micaela Vietto              | 2024 | 29  | 1,80 m  | Farigliano   |                             |             | Miss Grand International Italia 2024 |
| Andrea Zanettin             | 2023 | 24  | 1,81 cm | Asti         | Non riescono a qualificarsi |             | Miss Grand International Italia 2023 |
| Miriam Malerba              | 2022 | 18  | 1,78 m  | Terlizzi     | Non riescono a qualificarsi |             | Miss Grand International Italia 2022 |
| Marika Nardozi              | 2021 | 21  | 1,72 m  | Roma         | Non riescono a qualificarsi |             | Miss Grand International Italia 2021 |
| Filomena Venuso             | 2020 | 21  | 1,76 m  | Nola         | Non riescono a qualificarsi |             | Miss Grand International Italia 2020 |
| Mirea Sorrentino            | 2019 | 21  | 1,75 m  | Pompei       | Non riescono a qualificarsi |             | Miss Grand International Italia 2019 |
| 2018: Nessun rappresentante |      |     |         |              |                             |             |                                      |
| 2017: Nessun rappresentante |      |     |         |              |                             |             |                                      |
| Martina Corrias             | 2016 | 18  | 1,74 m  | Uras         | Non riescono a qualificarsi |             | Eccellenze di Sardegna               |
| Maria Grazia Murazzani      | 2015 | 23  | 1,75 m  | Oristano     | Non riescono a qualificarsi |             | Bellezza italiana Porto Rotondo      |
| 2014: Nessun rappresentante |      |     |         |              |                             |             |                                      |
| Katarina Chabrecekova       | 2013 | 22  |         | Roma         | Non riescono a qualificarsi |             | Designato                            |